# اشلمبوها
اشلمبوها(نام علمی: Heteropneustes) نام یک سرده از راسته گربه‌ماهی‌سانان است.